# Джума-намаз
О вы , которые уверовали! Когда возглашают азан [призыв] на пятничную молитву, то устремляйтесь поминать Аллаха усердно, оставив торговлю. Ведь то, что велено вам, лучше для вас, если вы знаете!  ۝ Завершив молитву, разойдитесь по земле, отстаивая свои интересы и ища милости Аллаха, и часто поминайте Аллаха своим сердцем и словами. Может быть, вы преуспеете в этой и будущей жизни!
يَا أَيُّهَا الَّذِينَ آمَنُوا إِذَا نُودِيَ لِلصَّلَاةِ مِنْ يَوْمِ الْجُمُعَةِ فَاسْعَوْا إِلَىٰ ذِكْرِ اللَّهِ وَذَرُوا الْبَيْعَ ۚ ذَٰلِكُمْ خَيْرٌ لَكُمْ إِنْ كُنْتُمْ تَعْلَمُونَ
فَإِذَا قُضِيَتِ الصَّلَاةُ فَانْتَشِرُوا فِي الْأَرْضِ وَابْتَغُوا مِنْ فَضْلِ اللَّهِ وَاذْكُرُوا اللَّهَ كَثِيرًا لَعَلَّكُمْ تُفْلِحُونَ
Джума́-нама́з (араб. صَلَاةُ الجُمُعَة‎ — пятничная молитва) — обязательная коллективная молитва мусульман. Совершается в пятницу во время полуденной молитвы в мечетях. Совершение джума-намаза предписано в Коране.

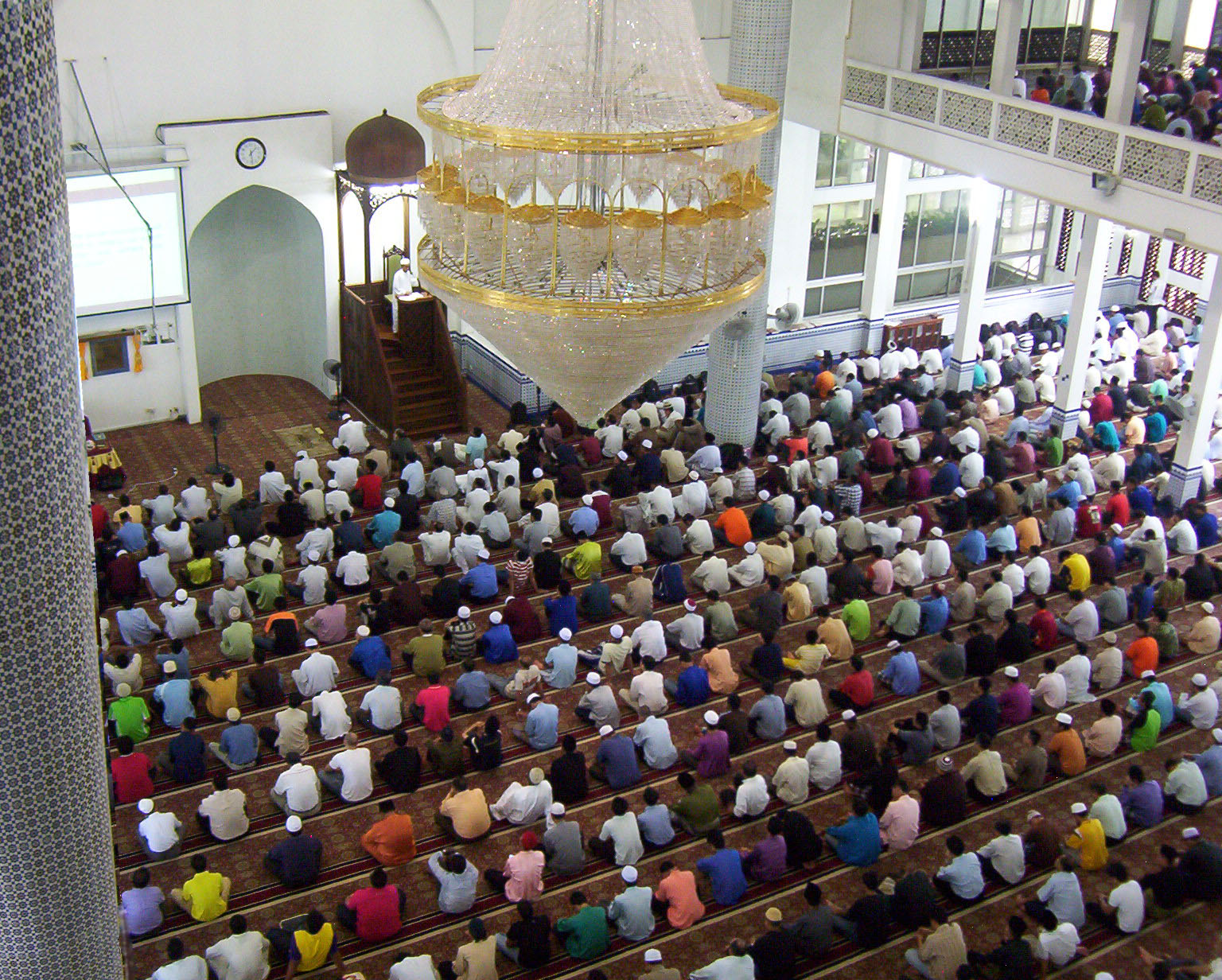
Проповедь (хутба) в мечети технологического университета (Малайзия).

## Обязательность
Пятничная молитва является обязательной для свободных, совершеннолетних мужчин. Для женщин, детей и физически немощных людей пятничная молитва является желательной, но необязательной. Некоторые современные ханафитские богословы считают посещение коллективных намазов пожилыми женщинами нежелательным. Мусульманам запрещено оставлять пятничную молитву без веской причины. В случае стихийных бедствий (сильные морозы, угроза схода лавин, ливневые дожди и т. п.) пятничная молитва становится необязательной.

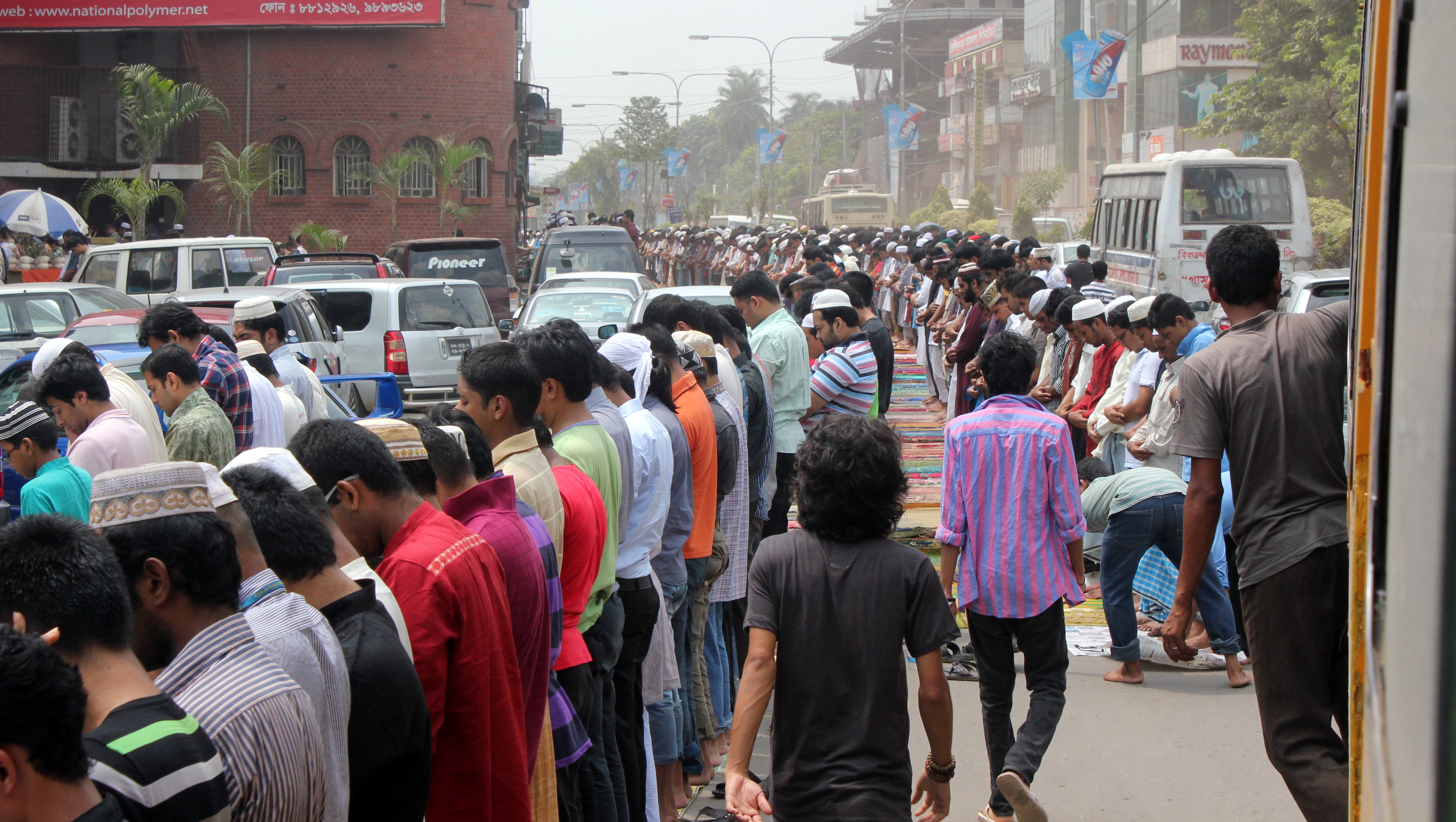
Джума-намаз. Дакка, Бангладеш.

## Порядок совершения
Перед молитвой мусульманину желательно совершить полное омовение, остричь ногти и надеть чистые, праздничные одежды. Желательно также надушиться благовониями. Есть чеснок, лук и другие продукты с острым запахом перед посещением мечети запрещено. Перед молитвой произносится второй по счёту азан и читается специальная проповедь — хутба. Проповедь состоит из двух частей. Между этими частями проповеди имаму желательно присесть на короткое время. После проповеди молящиеся совершают за имамом двухракаатный намаз. Совершение пятничной молитвы освобождает от обязанности совершения полуденной молитвы.

## Условия действительности
Для того, чтобы пятничная молитва считалась действительной, существуют следующие условия:
1. Молитва должна читаться в границах достаточно крупного населённого пункта.
2. В одном населённом пункте для совершения пятничной молитвы необходимо собираться в одном месте. Если пятничная молитва будет совершаться в нескольких мечетях без какой-либо нужды, то в таком случае джума-намаз считается действительным, только в той мечети, в которой его совершили раньше[4].
3. Имам мечети, в которой совершается пятничная молитва, должен иметь разрешение от местной властей (в некоторых странах).
4. Время совершения молитвы должно совпадать с временем полуденной молитвы.
5. Перед обязательной пятничной молитвой должна быть прочитана проповедь.
6. На проповеди должен присутствовать хотя бы один здравомыслящий мужчина.
7. Наличие джамаата в количестве трёх совершеннолетних, разумных мужчин-мусульман[3].
8. Мечеть, в которой совершается молитва, должна быть открыта для всех, исключение составляют здания, закрытые из соображений безопасности[5].

## Нежелательные действия
Нежелательно приходить в мечеть с опозданием. Тот, кто пришёл позже всех, не должен перешагивать через других верующих, ходить между рядами и стараться занять место в передних рядах, беспокоя других. Нельзя разговаривать и отвлекать других людей в то время, когда имам поднялся на минбар для чтения проповеди.